# Liga Nacional de Fútbol de Fiyi 2023
La Liga Nacional de Fútbol de Fiyi 2023 fue la 47.ª edición de la Liga Nacional de Fútbol de Fiyi, la máxima categoría del país. La temporada comenzó el 24 de febrero y terminó el 23 de septiembre.

## Formato
Los 10 equipos juegan bajo el sistema de todos contra todos 2 veces totalizando 18 jornadas. Al término de la temporada el campeón y subcampeón clasificarán a la Liga de Campeones de la OFC 2024, mientras que último clasificado descenderá a la Segunda División de Fiyi 2024.

## Equipos participantes
| Pos.   | Equipo               | Ciudad   | Estadio             | Capacidad |
| ------ | -------------------- | -------- | ------------------- | --------- |
| 1      | Rewa FC              | Rewa     | Ratu Cakobau Park   | 12000     |
| 2      | Suva FC              | Suva     | National Stadium    | 10000     |
| 3      | Lautoka FC           | Lautoka  | Churchill Park      | 18000     |
| 4      | Nadi FC              | Nadi     | Prince Charles Park | 18000     |
| 5      | Ba FC                | Ba       | Govind Park         | 13500     |
| 6      | Labasa FC            | Labasa   | Subrail Park        | 10000     |
| 7      | Nadroga FC           | Sigatoka | Lawaqa Park         | 12000     |
| 8      | Navua FC             | Navua    | Thomson Park        | 1000      |
| 9      | Tailevu Naitasiri FC | Nausori  | Ratu Cakobau Park   | 12000     |
| 1 (SD) | Tavua FC             | Tavua    | Garvey Park         | 4500      |

### Ascensos y descensos
| Pos. | Ascendido de la Segunda División 2022 |
| ---- | ------------------------------------- |
| 1    | Tavua FC                              |

| Pos. | Descendido de la Liga Nacional 2022 |
| ---- | ----------------------------------- |
| 10   | Nasinu FC                           |

## Desarrollo

### Clasificación
| Pos. | Equipo               | Pts. | PJ | G  | E | P  | GF | GC | Dif. | Clasificación 2024     |
| ---- | -------------------- | ---- | -- | -- | - | -- | -- | -- | ---- | ---------------------- |
| 1    | Lautoka FC (C)       | 40   | 18 | 12 | 4 | 2  | 50 | 21 | +29  | Liga de Campeones 2024 |
| 2    | Rewa FC              | 33   | 18 | 9  | 6 | 3  | 31 | 16 | +15  | Liga de Campeones 2024 |
| 3    | Suva FC              | 29   | 18 | 8  | 5 | 5  | 32 | 21 | +11  |                        |
| 4    | Labasa FC            | 28   | 18 | 7  | 7 | 4  | 17 | 11 | +6   |                        |
| 5    | Ba FC                | 25   | 18 | 6  | 7 | 5  | 21 | 18 | +3   |                        |
| 6    | Nadi FC              | 24   | 18 | 7  | 3 | 8  | 27 | 34 | −7   |                        |
| 7    | Tailevu Naitasiri FC | 24   | 18 | 7  | 3 | 8  | 21 | 29 | −8   |                        |
| 8    | Navua FC             | 20   | 18 | 5  | 5 | 8  | 24 | 28 | −4   |                        |
| 9    | Nadroga FC           | 13   | 18 | 4  | 1 | 13 | 18 | 46 | −28  |                        |
| 10   | Tavua FC (D)         | 10   | 18 | 1  | 7 | 10 | 21 | 40 | −19  | Segunda División 2024  |

 Fuente: FijiFootball.com.fj

## Goleadores
| Rank | Jugador         | Club       | Goles |
| ---- | --------------- | ---------- | ----- |
| 1    | Sairusi Nalaubu | Lautoka FC | 19    |
| 2    | Etonia Dogalau  | Ba FC      | 7     |
| 3    | Samuela Drudru  | Suva FC    | 6     |
| 3    | Alex Saniel     | Suva FC    | 6     |
| 3    | Aporosa Yada    | Lautoka FC | 6     |